# Apeadeiro de Lapela

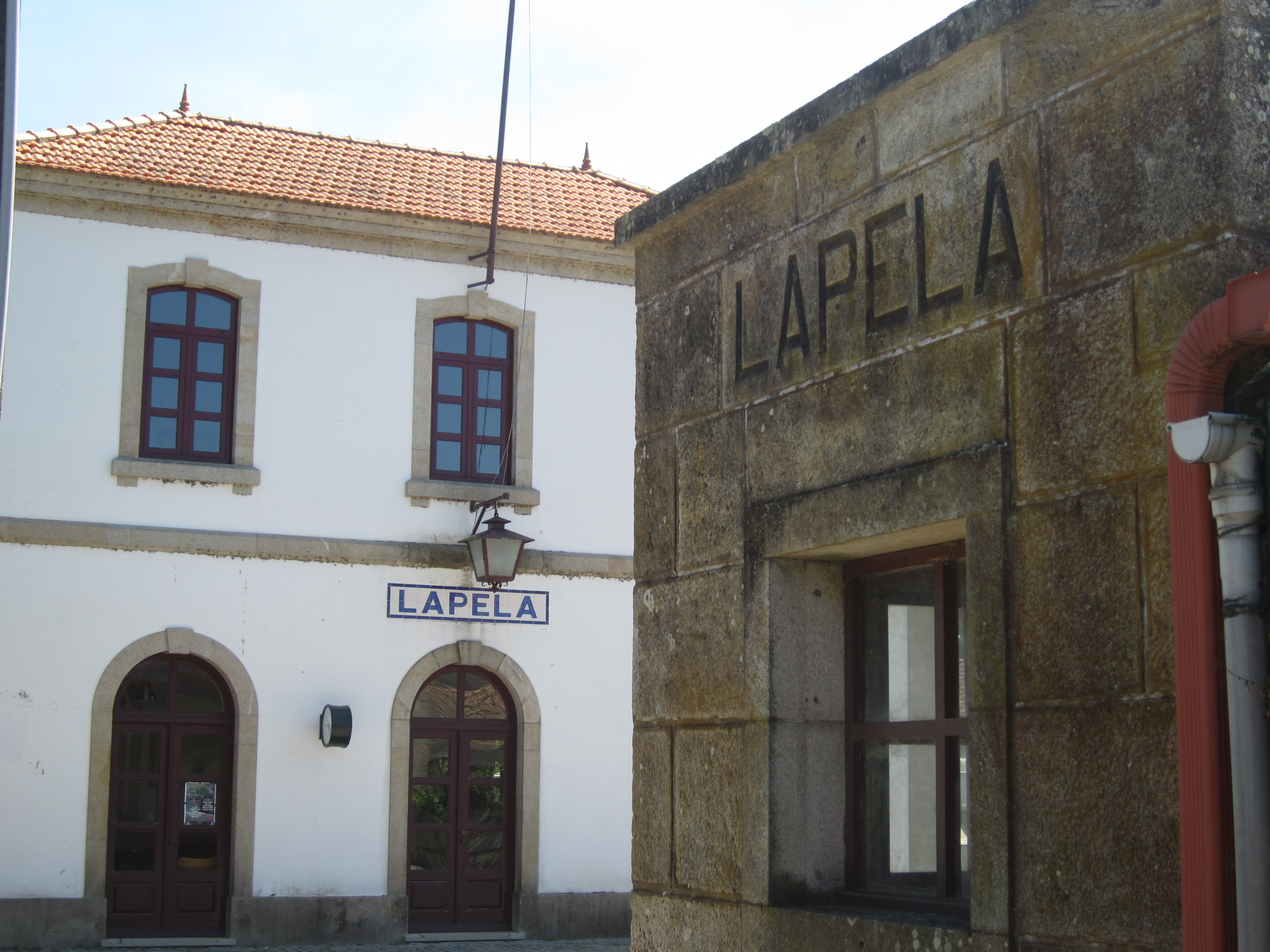
Edifício de passageiros e abrigo secundário na contra-via da estação de Lapela, preservados em 2013.

O Apeadeiro de Lapela (nome anteriormente grafado como "Lapella"), é uma interface encerrada da Linha do Minho, que servia a localidade de Lapela, no concelho de Monção, em Portugal.

## História
O lanço da Linha do Minho entre Valença e Lapela foi aberto à exploração em 15 de Junho de 1913.

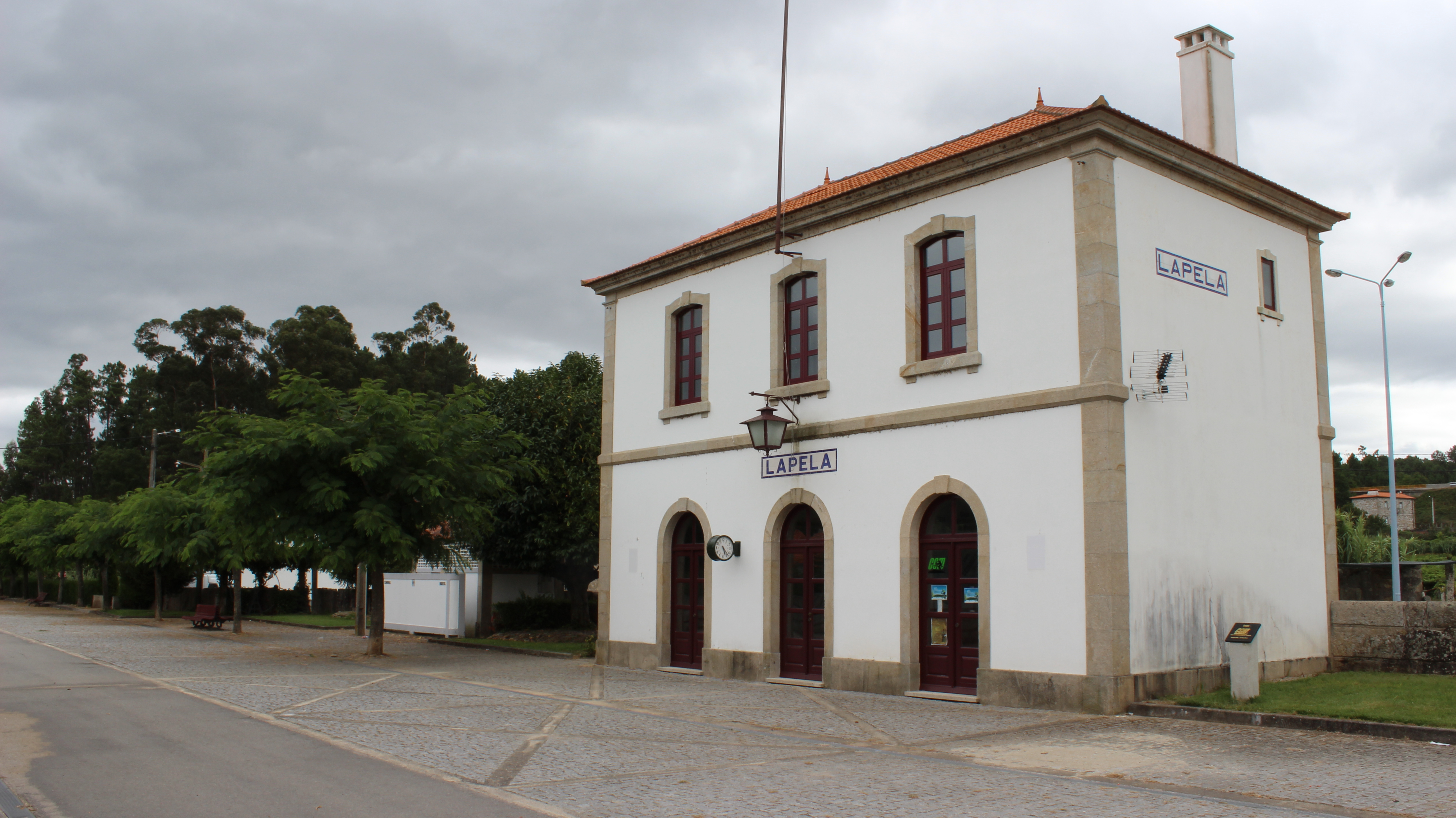
A estação de Lapela em 2012, integrada na Ecopista do Rio Minho.

Nos horários de Junho de 1913, esta estação era servida por comboios com origem em Porto-São Bento. Nesse ano, existiam serviços rodoviários ligando esta gare a Monção, feitos por diligências e automóveis.
O lanço seguinte da Linha do Minho, até Monção, entrou ao serviço em 15 de Junho de 1915.
Em 1934, a Comissão Administrativa do Fundo Especial de Caminhos de Ferro autorizou a instalação de uma báscula de quarenta toneladas de via interrompida, na estação de Lapela.
Em 1971 este interface tinha ainda categoria de estação, mas em 1985 era já oficialmente considerado como apeadeiro, ainda que conservando o edifício de passageiros — que se situa do lado sudeste da via (lado direito do sentido ascendente, a Monção).

O lanço entre Valença e Monção foi encerrado pela empresa Caminhos de Ferro Portugueses em 2 de Janeiro de 1990.